# 柳成利
柳 成利（やなぎ しげとし、1893年（明治26年）1月10日 - 1963年（昭和38年）10月19日）は、大日本帝国陸軍軍人。最終階級は陸軍少将。

## 経歴
1893年（明治26年）に大分県で生まれた。陸軍士官学校第25期卒業。1938年（昭和13年）7月15日に陸軍航空兵大佐に進級し、12月10日に陸軍航空本部第8課長に就任した。1939年（昭和14年）8月に陸軍航空本部附を経て、1940年（昭和15年）8月1日に陸軍燃料廠総務部長に着任。
1941年（昭和16年）10月15日に陸軍少将に進級し、1944年（昭和19年）3月11日に陸軍燃料第1工廠長に就任し、1945年（昭和20年）4月28日に岩国陸軍燃料廠長となった。
1947年（昭和22年）11月28日、公職追放仮指定を受けた。